# Майо-Лути
Майо-Лути (фр. Mayo-Louti) — один из 4 департаментов Северного региона Камеруна. Находится в северной части региона, занимая площадь в 4 162 км².
Административным центром департамента является город Гюидер (фр. Guider). Граничит с Нигерией на западе, и Чадом на востоке, а также департаментами: Бенуэ (на юге), Майо-Цанага (на севере), Диамаре (на севере) и Майо-Кани (на северо-востоке).

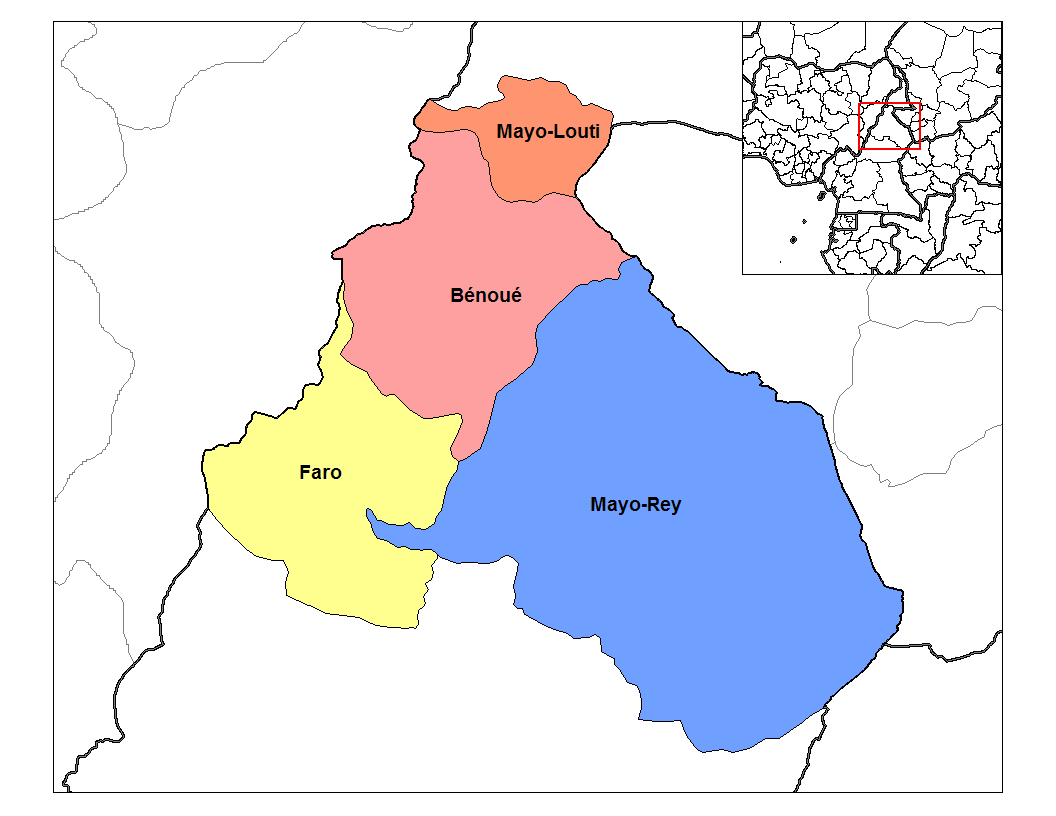
Департамент Майо-Лути на карте Северного региона

## Административное деление
Департамент Майо-Лути подразделяется на 3 коммуны:
1. Фигюиль (фр. Figuil)
2. Гюидер (фр. Guider)
3. Майо-Уло (фр. Mayo-Oulo)